# Cementoclast
Een cementoclast is een meerkernige reuscel die zorgt voor wortelcementresorptie, die leidt tot het verdwijnen van weefsel van melktanden. Bij blijvende tanden kan plaatselijke wortelcementresorptie optreden, waarbij holtes in het worteloppervlak ontstaan. De cementoclast is te vergelijken met een osteoclast.

## Cementoom
Een cementoom wordt gekenmerkt door een aanzienlijke hoeveelheid verdikking van het cementum rond de wortels van de tanden. De belangrijkste tanden die betrokken zijn, kunnen melktanden en permanente tanden, geïmpacteerde molaren en premolaren omvatten. De groei is doorgaans goedaardig en pijnloos. Hoewel de symptomen mogelijk niet merkbaar zijn, kan er een doffe pijn en overgevoeligheid van het dentine optreden naarmate de groei toeneemt. De zichtbaarheid van het cementoom kan toenemen met de groei en vervorming/zwelling van het gezicht en de omliggende gebieden veroorzaken, samen met verplaatsing van de tand. Histologische analyses onthullen verschillende lagen cementum die bewijs tonen van zowel cementoblast- als cementoclastactiviteit.